# Canis lupus hudsonicus
Canis lupus hudsonicus és una subespècie del llop (Canis lupus). present al Canadà: a l'oest de la Badia de Hudson entre el nord de Manitoba i els Territoris del Nord-oest. De vegades, migra més cap al sud a l'hivern seguint els ramats de caribús.
És de mida mitjana: entre 71 i 91 cm d'alçària. El seu pes pot variar entre 36 i 63 kg. Presenta dimorfisme sexual: les femelles són lleugerament més petites que els mascles. Pelatge espès amb una gamma de colors que va d'un gris clar a un color blanc groguenc o color crema. És més clar a l'hivern.
Es nodreix de grans ungulats com el caribú, l'ant i el bisó, tot i que també pot menjar carronya i animals més petits. De mitjana, necessita uns 10 kg de carn al dia.
La seva esperança de vida és de 10 anys.
L'aparellament, normalment, s'esdevé a la primavera entre el mascle i la femella dominants de la llopada. La gestació dura 62–65 dies i la femella té una ventrada de 4–6 cries. Els cadells són de color marró i, durant els primers 10 dies, sords i cecs. Comencen a sortir del cau després de diverses setmanes, són alletats durant 2–3 mesos i tots els membres del grup participen en la seva cria. Assoleixen la plena maduresa al cap de 2 anys.